# مختصر سيرة الرسول صلى الله عليه وسلم
مختصر سيرة الرسول صلى الله عليه وسلم هو كتاب في السيرة النبوية من تأليف الشيخ المجدد محمد بن عبد الوهاب. وهو كتاب مختصر من كتاب السيرة النبوية لابن هشام أبي محمد عبد الملك بن هشان المعافري المؤرخ المشهور، وهو كتاب وجيز يعد خلاصة لسيرة الرسول محمد.